# 本多康融
本多 康融（ほんだ やすあき）は、近江膳所藩の第13代藩主。康俊系本多家宗家13代。

## 経歴
第12代藩主・本多康禎の長男として誕生、文政10年（1828年）8月15日、将軍徳川家斉に拝謁する。同年12月16日、従五位下隼人正に叙任した。弘化4年（1847年）4月13日、父の隠居により跡を継いだ。安政元年（1854年）から外国船の来航などにより世情不安が高まると、御所の警備や大坂湾における外国船に対する警備などを務めた。安政3年（1856年）4月7日、弟の康穣に家督を譲って隠居し、安政5年（1858年）3月25日に47歳で死去した。

## 系譜
父母
- 本多康禎（父）

正室
- 順姫 ー 島津斉興の娘

子女
- 本多康穣 ー 実弟